# Jamaica op de Olympische Winterspelen 1992
Tijdens de Olympische Winterspelen van 1992, die in Albertville (Frankrijk) werden gehouden, nam Jamaica voor de tweede keer deel.

## Deelnemers en resultaten

### Bobsleeën
| Olympiër                                                | Discipline               | Resultaat | Prestatie                                               |
| ------------------------------------------------------- | ------------------------ | --------- | ------------------------------------------------------- |
| Dudley Stokes Chris Stokes                              | 2-mansbob (m) Jamaica I  | 36e       | 4.12,76 (+9,50) (1.02,93 / 1.03,30 / 1.03,38 / 1.03,15) |
| Devon Harris Ricky McIntosh                             | 2-mansbob (m) Jamaica II | 35e       | 4.11,68 (+8,42) (1.02,57 / 1.02,88 / 1.03,13 / 1.03,10) |
| Dudley Stokes Ricky McIntosh Michael White Chris Stokes | 4-mansbob (m) Jamaica I  | 25e       | 4.01,37 (+7,47) (1.00,12 / 1.00,48 / 1.00,38 / 1.00,39) |

Algerije · Amerikaanse Maagdeneilanden · Andorra · Argentinië · Australië · België · Bermuda · Bolivia · Brazilië · Bulgarije · Canada · Chili · China · Chinees Taipei · Costa Rica · Cyprus · Denemarken · Duitsland · Estland · Filipijnen · Finland · Frankrijk · Gezamenlijk team · Griekenland · Groot-Brittannië · Honduras · Hongarije · Ierland · IJsland · India · Italië · Jamaica · Japan · Joegoslavië · Kroatië · Letland · Libanon · Liechtenstein · Litouwen · Luxemburg · Marokko · Mexico · Monaco · Mongolië · Nederland · Nederlandse Antillen · Nieuw-Zeeland · Noord-Korea · Noorwegen · Oostenrijk · Polen · Puerto Rico · Roemenië · San Marino · Senegal · Slovenië · Spanje · Swaziland · Tsjecho-Slowakije · Turkije · Verenigde Staten · Zuid-Korea · Zweden · Zwitserland